# FC Barreirense
Futebol Clube Barreirense – portugalski klub piłkarski z siedzibą w Barreiro.

## Historia
Futebol Clube Barreirense został założony w 11 kwietnia 1911. Pierwszym sukcesem Barreirense był finał Pucharu Portugalii w 1930, w którym uległo Benfice 1-3. Sukces ten Barreirense powtórzyło cztery lata później, kiedy to uległo po dogrywce Sportingowi 3-4. W 1938 klub po raz pierwszy awansował do portugalskiej ekstraklasy. W pierwszej lidze klub występował przez 4 kolejne lata. Do Primeira Divisão Barreirense powróciło w 1951. Klub występował w pierwszej lidze przez 8 kolejnych sezonów.
W latach 60. kilkakrotnie spadało i awansowało do Primeira Divisão. W sezonie 1969-70 Barreirense jako beniaminek zajął najwyższe w swojej historii – 4. miejsce w Primeira Divisão. Dzięki temu jedyny raz w swojej historii wystąpiło w europejskich pucharach. W I rundzie Pucharu Miast Targowych Barreirense trafiło na Dinamo Zagrzeb. W pierwszym meczu u siebie wygrało 2-0. W rewanżu w Zagrzebiu do przerwy prowadziło 1-0. Po przerwie Dinamo strzeliło 6 bramek i wygrało 6-1 eliminując Barreirense.
W 1974 Barreirense po raz kolejny spadło do drugiej ligi. Do Primeira Divisão klub powrócił na jeden sezon w 1978. Był to ostatni pobyt Barreirense w portugalskiej ekstraklasie. Od tego momentu Barreirense występowało głównie w drugiej (ostatni raz w sezonie 2005-06) i trzeciej lidze. W 2007 klub spadł do czwartej ligi, a dwa lata później do piątej ligi. W 2012 Barreirense awansowało do IIIª Divisão (czwarta liga).

## Sukcesy
- Finał Pucharu Portugalii (2): 1930, 1934.
- 24 sezony w Primeira Liga: 1938–1942, 1951–1959, 1960–1961, 1962–1964, 1965–1966, 1967–1968, 1969–1974, 1978–1979.
- Mistrzostwo Segunda Liga (6): 1943, 1951, 1960, 1962, 1967, 1969.
- Mistrzostwo Segunda Divisão Portuguesa (1): 2005.

## Reprezentanci kraju grający w klubie
| - Neno - José Augusto - Manuel Bento - Jorge Martins - Frederico Rosa - Carlos Manuel | - Nelinho - Kali - Marco Airosa - Carlitos - Marco Soares |

## Trenerzy klubu
- Rui Bento (2005)

## Sezony wPrimeira Liga
| Sezon   | Uzyskane Miejsce |
| ------- | ---------------- |
| 1937-38 | 7                |
| 1938-39 | 6                |
| 1939-40 | 5                |
| 1940-41 | 6                |
| 1941-42 | 6 (spadek)       |
| 1951-52 | 11               |
| 1952-53 | 5                |
| 1953-54 | 9                |
| 1954-55 | 11               |
| 1955-56 | 6                |
| 1956-57 | 11               |
| 1957-58 | 7                |
| 1958-59 | 12 (spadek)      |
| 1960-61 | 14 (spadek)      |
| 1962-63 | 11               |
| 1963-64 | 14 (spadek)      |
| 1965-66 | 14 (spadek)      |
| 1967-68 | 14 (spadek)      |
| 1969-70 | 4                |
| 1970-71 | 10               |
| 1971-72 | 8                |
| 1972-73 | 10               |
| 1973-74 | 15 (spadek)      |
| 1978-79 | 14 (spadek)      |